# Rudy Sunday
Rudy Sunday è stata una trasmissione radiofonica condotta da Rudy Zerbi e Laura Antonini in onda su Radio Deejay.

## La trasmissione
La trasmissione nasce nel 2010 e viene trasmessa settimanalmente, ogni domenica dalle 20:00 alle 23:00 poi spostata tra le 18.00 e le 20.00. La sigla del programma è interpretata da Noemi. La prima puntata della trasmissione è stata trasmessa il 5 settembre 2010.
Il titolo della trasmissione Rudy Sunday nasce da un gioco di parole ispirato alla canzone dei Rolling Stone Ruby Tuesday.
La partecipazione di Laura Antonini al programma era prevista fino a dicembre 2010 ma è comunque continuata fino al termine della stagione. Nei mesi di agosto del 2011 e del 2012 la trasmissione è diventata giornaliera, ha preso il titolo di Rudy Summer ed è andata in onda ogni giorno, dal lunedì al sabato, tra le 10 e le 13 in diretta dall'Aquafan di Riccione.
Il programma è terminato nel giugno 2012, a causa del passaggio dei conduttori alla conduzione settimanale nella fascia preserale al posto di Platinissima, con Platinette, con il programma Rossi di sera.